# Komlóska
Komlóska é um município da Hungria, situado no condado de Borsod-Abaúj-Zemplén. Tem 29,87 km² de área e sua população em 2015 foi estimada em 233 habitantes.